# Railroad Tycoon 3
Railroad Tycoon 3 est un jeu vidéo conçu et développé par Phil Steinmeyer et édité par Gathering en 2003 sur PC. Ici, le joueur doit créer une compagnie ferroviaire, la gérer, et la mener au plus haut rang à la bourse.
Il est le troisième opus de la série Railroad Tycoon.

## Système de jeu
Le jeu permet de créer un réseau ferroviaire afin de satisfaire les objectifs du scénario. Pour cela, il doit placer les voies, construire des gares, acheter des industries et acheter les trains de manière à compléter l'objectif du scénario.
Le joueur peut également, intervenir sur différents aspects de la gestion de la compagnie. L'achat / Émission de titre en bourse permet au capital du joueur d'augmenter ou baisser, la demande / rachat de prêt permet de faire fluctuer le fonds de roulement monétaire de la compagnie. Enfin, le rachat de compagnie permet une croissance externe à la compagnie.
Le joueur peut, selon les scénarios, acheter et vendre des actions de sa compagnie (ou des concurrents).

## Campagnes
Le jeu possède une campagne, présenté par continent, Amérique du Nord, Europe, reste du monde et futuriste. Le choix de la mission de campagne se fait à l'intérieur d'un musée du rail. Chaque scénario de campagne (excepté ceux de la partie futuriste) est issu d'un contexte historique réel sur lequel le scénario va s'appuyer.

### Amérique du nord
- Ruée vers l'ouest, État de New York et Nouvelle-Angleterre, 1840-1866
- Germantown, USA, Midwest américain, 1850-1880
- Central pacific, San Francisco - Salt Lake City, 1855-1876
- Thé du Texas, Texas et nord du Mexique, 1888-1918
- Effort de guerre, Scénario tactique sur la côte Est, 1941

### Europe
- États de l'Allemagne, Allemagne, 1848
- Écossais volant, Grande-Bretagne, 1848-1865
- Traversée des Alpes, Venise, Zurich, Munich, 1875-1910
- Troisième République, France, 1871-1896
- Orient Express, Balkans, 1880-1914

### Reste du monde
- Argentine, 1880-1909
- Rhodes inachevé, Afrique de l'est, 1902,1933
- Séismes à la japonaise, Japon, 1964-1985

### Futuriste
- Le semoir, scénario tactique, Groenland, 2050
- Hollantis, Europe de l'ouest, 2021-2051
- Tel père, tel fils, Californie, 2050-2080

## Scénario
Le jeu durant le scénario comporte des objectifs à atteindre durant un laps de temps donné. Les objectifs peuvent être d'amasser une certaine somme d'argent à titre personnel, relier une ville à une autre atteindre une certaine valeur de la compagnie et bien d'autres.
Le jeu propose des scénarios supplémentaires à ceux présents dans la campagne (Italie d'après guerre, France, Europe de l'Ouest en 1990, Australie, Allemagne, ...).